# Marsilea drummondii
Marsilea drummondii är en klöverbräkenväxtart som beskrevs av Addison Brown. Marsilea drummondii ingår i släktet Marsilea och familjen Marsileaceae. Inga underarter finns listade.

## Bildgalleri

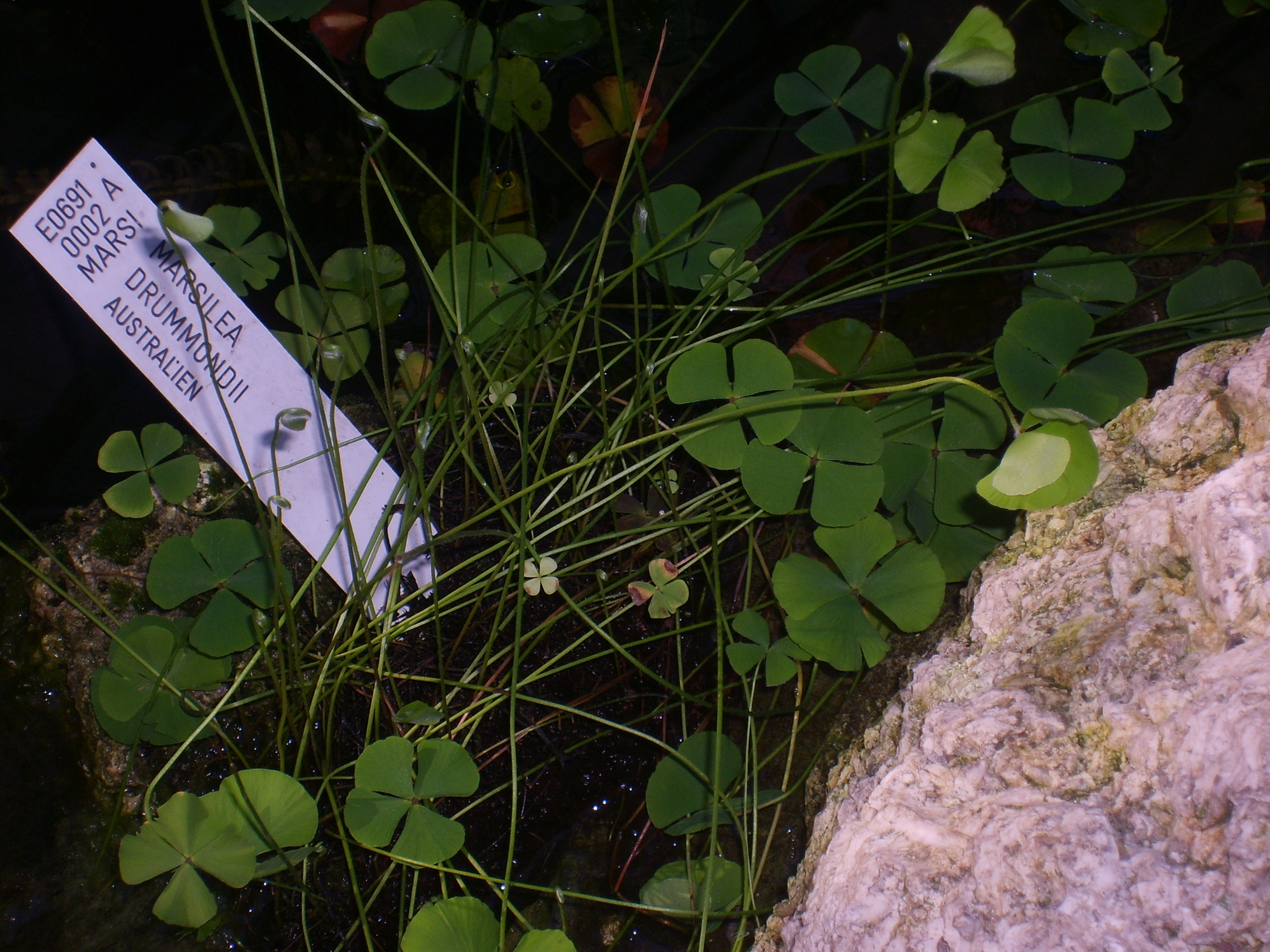
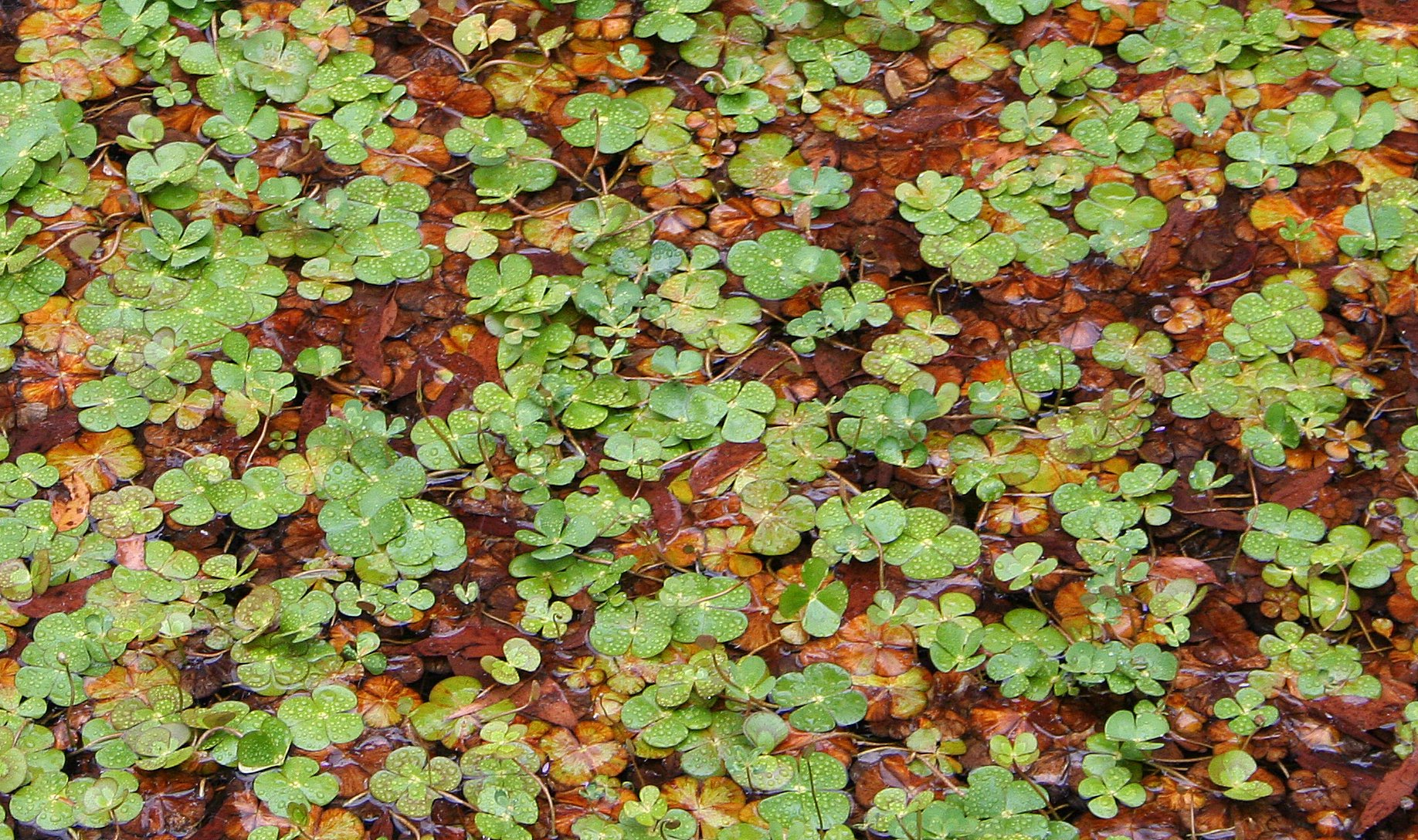